# Futboll Klub Partizani 2014-2015

## Rosa
| N. |                               | Ruolo | Calciatore                  |
| -- | ----------------------------- | ----- | --------------------------- |
| 1  | Albania (bandiera)            | P     | Dashamir Xhika              |
| 3  | Albania (bandiera)            | C     | Erbi Myftaraj               |
| 4  | Albania (bandiera)            | D     | Arbnor Fejzullahu           |
| 5  | Albania (bandiera)            | D     | Gëzim Krasniqi              |
| 6  | Macedonia del Nord (bandiera) | D     | Ardian Cuculi               |
| 8  | Albania (bandiera)            | C     | Lauren Ismailaj             |
| 9  | Kosovo (bandiera)             | A     | Astrit Fazliu               |
| 10 | Albania (bandiera)            | C     | Idriz Batha                 |
| 11 | Macedonia del Nord (bandiera) | C     | Nderim Nedzipi (capitano)   |
| 12 | Albania (bandiera)            | P     | Alban Hoxha (vice-capitano) |
| 14 | Kosovo (bandiera)             | C     | Mentor Mazrekaj             |
| 17 | Serbia (bandiera)             | A     | Stevan Račić                |

| N. |                               | Ruolo | Calciatore        |  |
| -- | ----------------------------- | ----- | ----------------- |  |
| 18 | Albania (bandiera)            | D     | Amir Rrahmani     |  |
| 19 | Albania (bandiera)            | C     | Lorenc Trashi     |  |
| 20 | Macedonia del Nord (bandiera) | C     | Bunjamin Shabani  |  |
| 21 | Albania (bandiera)            | C     | Asion Daja        |  |
| 22 | Kosovo (bandiera)             | D     | Labinot Ibrahimi  |  |
| 30 | Albania (bandiera)            | A     | Jurgen Vatnikaj   |  |
| 37 | Albania (bandiera)            | C     | Jurgen Bardhi     |  |
| 38 | Albania (bandiera)            | P     | Fabio Gjonikaj    |  |
| 44 | Albania (bandiera)            | D     | Endrit Vrapi      |  |
| 70 | Albania (bandiera)            | C     | Dorian Bylykbashi |  |
| 77 | Albania (bandiera)            | D     | Arben Muskaj      |  |
| 88 | Albania (bandiera)            | C     | Emiljano Vila     |  |